# Brandon Carter
Pour les articles homonymes, voir Carter.
Brandon Carter né en 1942 est un physicien australien travaillant au Laboratoire Univers et Théories de l'observatoire de Paris-Meudon. Il est célèbre pour sa contribution notable à la compréhension des trous noirs en relativité générale, ainsi que l'étude du principe anthropique.
Brandon Carter est l'auteur de plus de 130 publications. Parmi ses travaux les plus connus, il a établi avec James M. Bardeen et Stephen Hawking les lois générales de la thermodynamique des trous noirs, une analogie à l'époque formelle entre diverses quantités thermodynamiques et certaines propriétés des trous noirs, qui par la suite se trouva confirmée par la découverte du phénomène d'évaporation des trous noirs. Il a également été le premier à trouver l'interprétation physique de la géométrie décrite par la métrique de Kerr, qui correspond en réalité à un trou noir en rotation (appelé trou noir de Kerr). Il fut également le premier à trouver la structure détaillée des géodésiques autour de ces objets, en déterminant l'existence d'une troisième constante du mouvement permettant de calculer les géodésiques à l'aide d'un système très simple d'équations différentielles. Cette constante s'appelle en son honneur constante de Carter. Il a également fait partie des participants à la longue élaboration du théorème de calvitie, qui stipule qu'un trou noir ne possède pas d'autres paramètres mesurables que  sa masse, son moment cinétique et sa charge électrique. Enfin, il a découvert avec son directeur de thèse Roger Penrose un moyen de déterminer ce que l'on appelle la structure causale de l'espace-temps autour d'un trou noir ou dans un univers en expansion à l'aide de diagramme appelés diagrammes de Carter-Penrose (ou diagrammes de Penrose-Carter, ou diagrammes de Penrose, le nom de Brandon Carter étant parfois omis).
Cependant, sa contribution la plus connue concerne la cosmologie, pour laquelle il a jeté les bases de ce que l'on appelle le principe anthropique, un ensemble de considérations relatives au fait que l'Univers tel que nous l'observons possède certaines propriétés inéluctables liées au fait que nous y vivons, la présence de structures biologiques évoluées n'étant pas a priori une caractéristique présente dans tous les univers possibles. Il existe plusieurs versions du principe anthropique (versions dites « faible » et « forte », se distinguant par le fait que le principe anthropique est vu selon le cas comme une simple nécessité factuelle au fait que des individus intelligents y apparaissent, ou comme une sorte de finalité à son existence. Brandon Carter est promoteur de la version faible du principe anthropique et est relativement critique de ceux qui défendent la version forte[réf. nécessaire]. Toujours en cosmologie, il a été un grand défenseur de l'existence des cordes cosmiques et de la présence de boucles microscopiques stables issues de tels objets, les vortons, dont il a proposé qu'ils puissent former les particules à l'origine des rayons cosmiques de ultra-haute énergie.

## Biographie
À la fin des années 1960, Carter découvre que le trou noir en rotation muni d'une charge électrique prend la forme d'un anneau qui change de signe quand ce dernier est traversé ; il devient alors répulsif pour tout objet s'en approchant.
Il proposa également en 1983 l'argument de l'apocalypse, idée reposant sur le fait que si le nombre d'êtres humains amenés à vivre sur Terre est fini, il est statistiquement plus probable que nous vivions au voisinage de la période qui voit le nombre médian d'humains être nés, ce qui, en extrapolant sur l'évolution de la population mondiale permet de proposer une hypothétique date de la fin de l'espèce humaine.